# Nicolás de Bruno
Nicolás de Bruno (Rosario, Argentina, 24 de febrero de 1986) es un futbolista argentino que juega como volante ofensivo en ADIUR de Rosario, disputando el Torneo Federal B.

## Trayectoria
Se formó en las divisiones menores del club Rosario Central donde no llegó a debutar en el primer equipo, esto motivó que el 2008 probara suerte en el fútbol chileno donde llegó a jugar con el Coquimbo Unido. Para la segunda mitad de ese año regresó a la Argentina donde se enroló en el Club El Porvenir de la Primera C. 
En 2009 es contratado por el club José Gálvez de Perú. Para la segunda mitad del año 2009, el jugador es contratado por Huracán de Argentina, con el cual tiene una buena temporada. 

### En el exterior
A comienzos de 2011 el jugador llega a Colombia, para probarse con Independiente Medellín sin embargo no firmó contrato con el club colombiano y decidió volver a Argentina, y fue contratado por el club Central Córdoba de Rosario de la Primera B Metropolitana. En la temporada 2013-2014 juega para AE Kouklión de Chipre. En septiembre de 2014 se incorpora al club Sora de la serie D italiana. En la temporada 2015-16 se desempeñó en Othellos Athienou, club de la segunda categoría del fútbol chipriota.

### Vuelta al país
A mediados de 2017 firmó con ADIUR, club rosarino que disputa el Torneo Federal B.

## Clubes
| Club                      | País      | Año           |
| ------------------------- | --------- | ------------- |
| Coquimbo Unido            | Chile     | 2008          |
| Club El Porvenir          | Argentina | 2008          |
| José Gálvez               | Perú      | 2009          |
| Huracán                   | Argentina | 2009-2010     |
| Central Córdoba (Rosario) | Argentina | 2010-2013     |
| AE Kouklión               | Chipre    | 2013-2014     |
| Sora Calcio               | Italia    | 2014-2015     |
| Othellos Athienou FC      | Chipre    | 2015-2016     |
| ADIUR (Rosario)           | Argentina | 2017-presente |